# Ceropegia boerhaaviifolia
Ceropegia boerhaaviifolia là một loài thực vật có hoa trong họ La bố ma. Loài này được Deflers mô tả khoa học đầu tiên năm 1896.